# خولة العرموطي
خوله إبراهيم نزال العرموطي هي سياسية أردنية ولدت في عمان في الأردن، شغلت منصب وزير التنمية الاجتماعية في حكومة هاني الملقي الأولى من (1 يونيو 2016 - 28 سيبتمبر 2016). تطوعت للعمل في جمعيات خيرية في منطقة حي نزال عندما كانت على مقاعد الدراسة. وعملت كمديرة عامة لشركة أيادي مضيئة، وهي منظمة للتدريب والتطوير مقرها في منطقة سحاب. وهي عضو في مجلس أمناء جمعية الإخوان الفلسطينيين الأردنية ومركز هيا الثقافي. وهي الرئيسة الفخرية لجمعية خماسين الخيرية ومنظمة سحاب للتنمية. عملت في المنظمة الدولية لدعم الطلاب العرب نائبا للرئيس.

## المؤهلات العلمية
- تخرجت من كلية العلوم الإسلامية في عمان، الأردن.
- بكالوريوس في علم الاجتماع من الجامعة الأردنية

## حياتها المهنية
صرحت أنها سوف تساند وتدعم المشاريع الحكومية المنتجة التي تهدف إلي القضاء علي معدلات الفقر وزيادة فرص العمل بالأردن. بالإضافة لذلك، ناشدت المساعدة الدولية للأردن لتساعدها للتعامل مع معضلة اللاجئين السوريين.  وقد ناقشت طرق كثيرة لتساعد في تقوية الروابط بين المجلس الأعلي لقضايا ذوي الاحتياجات الخاصة ووزارة التطور الاجتماعي، متعاونة في ذلك مع رئيس المجلس الأعلى. وهي أيضا الراعي الرسمي لمؤسسة نهر الأردن.